# Head first
Head first is het derde studioalbum van The Babys. The Babys is door het (gedwongen) vertrek van Michael Corby een trio geworden. Ron Nevison gaf opnieuw de richting aan als producent. Van dit album is de single Everytime I Think of You afkomstig. Dat kon niet voorkomen dat het album tijdenlang niet als compact disc te koop was. Het album verkocht eigenlijk alleen in de Verenigde Staten goed met een 22e plaats in de Billboard 200.

## Musici

### The Babys
- John Waite: basgitaar en zang
- Walter Stocker: gitaar
- Tony Brock: slagwerk

met:
- Michael Corby: slaggitaar en toetsinstrumenten
- Jack Conrad: basgitaar
- Kevin Kelly: Piano
- Jimmy Haskell: saxofoons en strijkarrangementen
- Marti McCall, Myrna Mathews, Dianna Lee: achtergrondzang

## Muziek
| Nr. | Titel                                              | Duur |
| --- | -------------------------------------------------- | ---- |
| 1.  | Love don't prove I'm right (The Babys)             | 2:47 |
| 2.  | Everytime I think of you (Jack Conrad/Ray Kennedy) | 4:00 |
| 3.  | I was one (Waite/Mikel Japp)                       | 3:30 |
| 4.  | White lightening (Billy Nicholls)                  | 3:20 |
| 5.  | Run to Mexico (The Babys met Corby)                | 4:35 |
| 6.  | Head first (The Babys)                             | 3:57 |
| 7.  | You got it (Waite)                                 | 4:39 |
| 8.  | Please don't leave me (Waite, Corby, Stocker)      | 5:08 |
| 9.  | California (Waite)                                 | 4:00 |

## Hitnotering

### NederlandseAlbum Top 100
| Hitnotering: 03-02-1979 t/m 28-04-1979 | Hitnotering: 03-02-1979 t/m 28-04-1979 | Hitnotering: 03-02-1979 t/m 28-04-1979 | Hitnotering: 03-02-1979 t/m 28-04-1979 | Hitnotering: 03-02-1979 t/m 28-04-1979 | Hitnotering: 03-02-1979 t/m 28-04-1979 | Hitnotering: 03-02-1979 t/m 28-04-1979 | Hitnotering: 03-02-1979 t/m 28-04-1979 | Hitnotering: 03-02-1979 t/m 28-04-1979 | Hitnotering: 03-02-1979 t/m 28-04-1979 | Hitnotering: 03-02-1979 t/m 28-04-1979 | Hitnotering: 03-02-1979 t/m 28-04-1979 | Hitnotering: 03-02-1979 t/m 28-04-1979 | Hitnotering: 03-02-1979 t/m 28-04-1979 | Hitnotering: 03-02-1979 t/m 28-04-1979 |
| Week:                                  | 1                                      | 2                                      | 3                                      | 4                                      | 5                                      | 6                                      | 7                                      | 8                                      | 9                                      | 10                                     | 11                                     | 12                                     | 13                                     |                                        |
| -------------------------------------- | -------------------------------------- | -------------------------------------- | -------------------------------------- | -------------------------------------- | -------------------------------------- | -------------------------------------- | -------------------------------------- | -------------------------------------- | -------------------------------------- | -------------------------------------- | -------------------------------------- | -------------------------------------- | -------------------------------------- | -------------------------------------- |
| Positie:                               | 25                                     | 10                                     | 7                                      | 5                                      | 5                                      | 5                                      | 6                                      | 8                                      | 12                                     | 16                                     | 29                                     | 38                                     | 49                                     | uit                                    |